# Barników
Barników (niem. Barnickshof) – kolonia w Polsce, położona w województwie zachodniopomorskim, w powiecie choszczeńskim, w gminie Drawno. W latach 1975–1998 miejscowość administracyjnie należała do województwa gorzowskiego.
Miejscowość niesamodzielna, podlega pod Podegrodzie. W miejscowości znajduje się jeden budynek mieszkalny z adresem Drawnik 2.